# Chorthippus hallasanus
Chorthippus hallasanus is een rechtvleugelig insect uit de familie veldsprinkhanen (Acrididae). De wetenschappelijke naam van deze soort is voor het eerst geldig gepubliceerd in 2007 door Storozhenko & Paik.